# استان اکومایو
استان اکومایو (به اسپانیایی: Acomayo Province) یک سکونتگاه مسکونی در پرو است که در کوسکو واقع شده‌است.